# Raul Votta
Raul Votta (Jaboticabal, 11 de janeiro de 1900 – 19 de abril de 1975) foi um farmacêutico brasileiro.
Graduado em farmácia pela Faculdade de Farmácia e Odontologia de Pindamonhangaba em 1925. Foi eleito membro da Academia Nacional de Medicina em 1972, sucedendo Carlos Henrique Robertson Liberalli na Cadeira 95, que tem Joaquim Monteiro Caminhoá como patrono.